# Cristhybolasius mediofasciatus
Cristhybolasius mediofasciatus là một loài bọ cánh cứng trong họ Cerambycidae.